# Festival de Saint-Sébastien 1957
La 5e édition du Festival de Saint-Sébastien s'est tenue du 21 au 28 juillet 1957. Cette année-là, le festival bénéficia pour la première fois de l'appréciation maximale (A) de la FIAPF, classement qu'elle a toujours conservé sauf en 1963 et entre 1980 et 1984. Dans cette édition ont été remises par conséquent les récompenses officielles et a été décernée la Coquille d'or pour la première fois.

## Jury officiel
- Juan Pagola
- Hans Borgelt
- Pietro Gadda Conti
- André Gillois
- Walter Starkie
- José Camón Aznar
- Antonio Cuevas
- José Luis Sáenz de Heredia
- Alfonso Sánchez Martínez (es)

## Palmarès
- Coquille d'or : L'Impossible Isabelle de Dino Risi (Italie)
- Coquille d'Or (Court métrage) : Costas del sur de Manuel Hernández San Juan, (España)
- Coquille d'Argent : (Ex æquo) Dedécek automobil de Alfred Radok (Tchécoslovaquie) et Ich suche Dich de Otto Wilhelm Fischer, (Allemagne)
- Coquille d'argent (Court métrage) : Mundo ajeno de Francisco del Villar, (Mexique)
- Prix Zulueta d'interprétation féminine : Giulietta Masina pour Les Nuits de Cabiria de Federico Fellini (Italie)
- Prix Zuleta d'interprétation masculine : Charles Vanel pour Le Feu aux poudres de Henri Decoin (France)